# Joyce Carol Oates
Joyce Carol Oates (Lockport, 16 giugno 1938) è una scrittrice, poetessa e drammaturga statunitense.
Autrice e intellettuale americana poliedrica, tra le più prolifiche della letteratura americana, ha pubblicato il primo libro nel 1963. Da allora, ha frequentato ogni genere letterario in prosa e in versi: romanzi, racconti, narrativa per l'infanzia, poesie, drammaturgie, saggi. Oates ha pubblicato nell'arco di sessant'anni oltre cento libri: cinquantasette romanzi, quarantadue raccolte di racconti, una decina di drammi teatrali, sedici volumi di saggi, undici raccolte di poesie, nonché libri per bambini e alcune antologie di articoli apparsi su quotidiani e riviste nel corso degli anni.
Alcuni dei suoi libri, per la maggior parte romanzi del mistero, sono pubblicati sotto lo pseudonimo di Rosamond Smith (otto volumi) e Lauren Kelly (tre volumi). Ha vinto numerosi premi letterari, incluso il National Book Award, due O. Henry Award, la National Humanities Medal e il Jerusalem Prize nel 2019; è stata inoltre finalista del Premio Pulitzer sia per i romanzi Acqua nera (1992), What I Lived For (1994) e Blonde (2000), che per le raccolte di racconti The Wheel of Love (1970) e Lovely, Dark, Deep: Stories (2014).
Oates ha insegnato alla Princeton University dal 1978 al 2014 ed è Roger S. Berlind '52 Professor Emerita in the Humanities col corso di Scrittura Creativa. È professore alla University of California di Berkeley, dove insegna short fiction. È membro del consiglio di amministrazione della John Simon Guggenheim Memorial Foundation.

## Biografia
È cresciuta nella fattoria dei suoi genitori in una zona rurale dello stato di New York, a pochi chilometri dal lago Ontario. La famiglia le ha impartito un'educazione cattolica, voluta soprattutto dalla madre Carolina, di origini ungheresi. Quando Oates era ancora una bambina, viveva con loro la nonna materna Blanche Woodside, che fu per anni quasi una seconda madre per lei. Solo molto tempo dopo la morte della nonna, la futura scrittrice scoprì che il padre di Blanche si era suicidato sparandosi un colpo di fucile in bocca e apprese che questo suicidio aveva a che fare con il background ebraico dell'uomo. Questa scoperta è stata rielaborata molti anni dopo con grande efficacia artistica in La figlia dello straniero (The Gravedigger's Daughter, 2007).
Ha frequentato l'Università di Syracuse, dove si è laureata nel 1960, e l'Università del Wisconsin, dove ha conosciuto Raymond Smith, che poi ha sposato. Si è poi trasferita a Detroit (1962-1968) e quindi in Ontario, Canada. Nel 1978 si è stabilita a Princeton, New Jersey, dove tuttora risiede. Nel febbraio del 2008 è deceduto il marito, al rapporto con il quale ha dedicato A Widow's Story: A Memoir (2011). Autrice prolifica quant'altri mai, la Oates ha esplorato i diversi sentieri della prosa moderna alternando capolavori in fiction come Blonde, Per cosa ho vissuto o L'età di mezzo, a racconti brevi, saggi sulla boxe, scritti per l'infanzia.
Dal 1978 ha insegnato stabilmente all'Università di Princeton e dal 1995 vi teneva seminari di Scrittura Creativa con il titolo di Roger S. Berlind Professor in the Humanities. Da Princeton si è ritirata nel 2014. Nel 2015 su Twitter suggerisce un paragone tra Charlie Hebdo e il Mein Kampf di Hitler in quanto portatori di un messaggio razzista. Membro del Mensa, ha contribuito alla compilazione di lemmi del Futuro dizionario d'America (The Future Dictionary of America, McSweeney's 2005).

## Premi e riconoscimenti
Questi sono solo alcuni dei numerosi premi vinti dalla Oates e dei riconoscimenti ottenuti finora:
- 1967: O. Henry Award, per il racconto In the Region of Ice
- 1968: M. L. Rosenthal Award, National Institute of Arts and Letters, per il romanzo A Garden of Earthly Delights
- 1968, 1969, 1972, 1990, 2000: finalista al National Book Award per la narrativa[5]
- 1970: National Book Award per la narrativa per il romanzo Them[5]
- 1973: O. Henry Award, per il racconto The Dead
- 1990: Rea Award for the Short Story
- 1996: Bram Stoker Award for Novel, per Zombie
- 1996: PEN/Malamud Award for Excellence in the Art of the Short Story
- 2003: Kenyon Review Award for Literary Achievement (The Kenyon Review)
- 2005: Prix Femina Etranger, per il romanzo The Falls, trad. francese Les Chutes, (Le cascate)[6][7]
- 2006: Chicago Tribune Literary Prize
- 2007: Humanist of the Year, American Humanist Association
- 2010: National Humanities Medal
- 2010: Premio Fernanda Pivano
- 2011: Honorary Doctor of Arts dell'Università della Pennsylvania
- 2011: World Fantasy Award for Best Short Fiction, per il racconto Fossil-Figures
- 2012: Stone Award for Lifetime Literary Achievement dell'Università dell'Oregon
- 2012: Norman Mailer Prize, Lifetime Achievement
- 2013: Bram Stoker Award for Best Fiction Collection, per la raccolta Black Dahlia and White Rose: Stories.
- 2019: Jerusalem Prize[8]
- 2020: Premio mondiale Cino Del Duca[9]

È stata inoltre più volte finalista al National Book Award, al National Book Critics Circle Award e al premio Pulitzer.

## Temi
La Oates ha scritto più di 700 racconti. Molti ritengono che il pezzo più famoso della Oates sia il racconto intitolato Dove Stai Andando, dove Sei Stato? che ha fatto da base per la sceneggiatura del film, Smooth Talk (La prima volta), interpretato da Laura Dern. Esso racconta la storia di una giovane donna che a causa del suo desiderio di "crescere" cade sotto l'influenza di un uomo le cui intenzioni sono decisamente oscure. È un racconto ristampato in numerose raccolte ed è misteriosamente dedicato al cantante Bob Dylan.
Nonostante la straordinaria varietà di forme espressive e di strutture narrative adoperate nei suoi numerosissimi lavori, è possibile individuare alcuni temi di fondo maggiormente ricorrenti nell'opera dell'autrice. Tra questi vi sono: la violenza che si manifesta con grande frequenza - e a volte in forme spettacolari - nelle grandi città americane (Where Are You Going, Where Have You Been?, The Temple, Daddy Love, etc.), i legami oppressivi che tengono insieme la famiglia nucleare borghese e che si tenta di celare dietro le apparenze di una vita rispettabile (Marya, Figli randagi, Sorella mio unico amore, etc.), la condizione femminile in una società votata all'affermazione per mezzo del denaro o della sopraffazione (Foxfire, Bestie, La femmina della specie, Mudwoman, etc.) ma anche le derive dell'ego maschile quando accetta il gioco della competizione fino a pagarne le conseguenze sulla propria pelle (Per cosa ho vissuto, You Can't Catch Me, etc.).
La versatilità dell'autrice le ha permesso di affrontare negli anni questi ed altri temi, confezionandoli in soluzioni anche molto diverse tra loro ma con una spiccata predilezione per alcune forme: il thriller psicologico, il racconto con tensione crescente, l'illuminazione di zone d'ombra del passato con strumenti da detective story, l'epopea sociale che ospita lo scontro fra la collettività e i singoli.
Un segmento della storia americana particolarmente trattato è quello relativo al periodo del maccartismo, della corsa agli armamenti nucleari intrapresa durante le amministrazioni Truman e Eisenhower, e degli scontri razziali che hanno preceduto i movimenti per i diritti civili, ossia sostanzialmente gli anni che vanno dal 1950 al 1965. A questo periodo sono dedicati alcuni capolavori dell'autrice, come Because It Is Bitter, and Because It Is My Heart, Una famiglia americana, You Must Remember This e la pseudobiografia di Marilyn Monroe Blonde.

## Opere
Per tutte le opere di cui esiste una traduzione italiana viene riportato prima il titolo italiano poi quello originale, tra parentesi, con la data di prima pubblicazione. A seguito l'eventuale traduttore, poi l'editore italiano e infine l'anno di prima pubblicazione.

### Romanzi
- With Shuddering Fall, 1964.
- Il giardino delle delizie. Epopea americana (A Garden of Earthly Delights, 1967), trad. Francesca Crescentini, Collana La Cultura, Il Saggiatore, Milano, 2017, ISBN 978-88-428-2349-0. [I romanzo del Wonderland Quartet]
- I ricchi, (Expensive People, 1968), trad. Grazia Bosetti, Valeria Gorla e Camilla Pieretti, Collana La Cultura, Il Saggiatore, Milano, 2017, ISBN 978-88-42-82350-6. [II romanzo del Wonderland Quartet]
- Loro (Them, 1969), trad. Bruno Oddera, Collana La Cultura, Il Saggiatore, Milano, 2017, ISBN 978-88-428-2370-4. (già pubblicato col titolo Quelli, Milano, Rizzoli, 1973) [III romanzo del Wonderland Quartet]
- Il paese delle meraviglie (Wonderland, 1971), trad. D'Onofrio B. Alessandro, Giulia Poerio e Alessandro Vezzoli, Collana La Cultura, Il Saggiatore, Milano, 2017, ISBN 978-88-428-2371-1. [IV romanzo del Wonderland Quartet]
- Do With Me What You Will, 1973.
- The Assassins: A Book of Hours, 1975.
- The Childwold, 1976.
- Son of the Morning, 1978.
- Cybele, 1979.
- Unholy Loves, 1979.
- Bellefleur, 1980. (I parte della "trilogia gotica")
- Angel of Light, 1981.
- A Bloodsmoor Romance, 1982. (II parte della "trilogia gotica")
- Mysteries of Winterthurn, 1984. (III parte della "trilogia gotica")
- Solstice, 1985.
- Marya (Marya: A Life, 1986), trad. Claudia Valeria Letizia, Edizioni e/o, Roma, 1990, ISBN 88-7641-090-2.
- You Must Remember This, 1987.
- American Appetites, 1989.
- Because It Is Bitter, and Because It Is My Heart, 1990.
- Foxfire (Foxfire: Confessions of a Girl Gang, 1993), trad. Maria Teresa Marenco, Anabasi, Milano, 1995, ISBN 88-417-1035-7; poi come Ragazze cattive, Net, Milano, 2004, ISBN 88-515-2173-5. (è anche la base per il film del 1996 Foxfire)
- Acqua nera (Black Water, 1992) trad. Maria Teresa Marenco, Anabasi, Milano, 1993, ISBN 88-417-3005-6; poi Net, Milano, 2002, ISBN 88-515-2043-7; Milano, Il Saggiatore, 2012-2020. [adattato anche in un pezzo teatrale nel 1997, andato in scena a Filadelfia. Il romanzo è basato sull'incidente di Chappaquiddick del 18 luglio 1969, nel quale il senatore Ted Kennedy rimase coinvolto]
- Per cosa ho vissuto (What I Lived For (1994), trad. Silvia Rota Sperti, Il Saggiatore, Milano, 2007, ISBN 978-88-428-1414-6.
- Zombie (Zombie, 1995), trad. Marco Pensante, Marco Tropea, Milano, 1996, ISBN 88-438-0043-4; Collana La Cultura, Milano, Il Saggiatore, 2015, ISBN 978-88-428-2130-4.
- Una famiglia americana (We Were the Mulvaneys, 1996), trad. Vittorio Curtoni, Milano, Marco Tropea Editore, 2003; Milano, Il Saggiatore tascabili, 2010, ISBN 978-88-565-0171-1.
- Perché sono uomini (Man Crazy, 1997), trad. Marco Pensante, Marco Tropea, Milano, 1998, ISBN 88-438-0154-6.
- My Heart Laid Bare, 1998.
- La ballata di John Reddy Heart (Broke Heart Blues, 1999), trad. Marco Pensante, Collana Le Gagge, Milano, Marco Tropea Editore, 2001, ISBN 978-88-438-0289-0; Net, Milano, 2005, ISBN 88-515-2242-1.
- Blonde (Blonde, 2000), trad. Sergio Claudio Perroni, Collana Letteraria, Bompiani, Milano 2000, ISBN 978-88-452-5198-6; Collana I delfini, Milano, La nave di Teseo, 2021, ISBN 978-88-346-0527-1.
- L'età di mezzo (Middle-Age: A Romance 2001), trad. Annamaria Biavasco e Valentina Guani, Collezione Scrittori italiani e stranieri, Mondadori, Milano, 2001, ISBN 978-88-04-59498-7.
- Un giorno ti porterò laggiù (I'll Take You There, 2002), trad. Annamaria Biavasco e Valentina Guani, Collezione Scrittori italiani e stranieri, Mondadori, Milano, 2004, ISBN 88-04-53420-6.
- La ragazza tatuata (The Tattooed Girl, 2003), trad. Francesca Maioli, Collezione Scrittori italiani e stranieri, Mondadori, Milano, 2012, ISBN 978-88-04-61514-9.
- Le cascate (The Falls, 2004), trad. Annamaria Biavasco e Valentina Guani, Collezione Scrittori italiani e stranieri, Mondadori, Milano, 2006, ISBN 978-88-04-56612-0.
- La madre che mi manca (Missing Mom, 2005), trad. Annamaria Biavasco e Valentina Guani, Collezione Scrittori italiani e stranieri, Mondadori, Milano, 2007, ISBN 978-88-04-57478-1; Collana I grandi delfini, Milano, La nave di Teseo, 2024, ISBN 978-88-346-1746-5.
- Ragazza nera ragazza bianca (Black Girl / White Girl, 2006), traduzione di Delfina Vezzoli, Collana Scrittori italiani e stranieri, Milano, Mondadori, 2014, ISBN 978-88-046-3599-4.
- La figlia dello straniero (The Gravedigger's Daughter, 2007), trad. Giuseppe Costigliola, Collezione Scrittori italiani e stranieri, Mondadori, Milano, 2008, ISBN 978-88-04-59086-6; Collana I delfini, Milano, La nave di Teseo, 2020, ISBN 978-88-346-0427-4.
- Sorella, mio unico amore: la storia segreta di Skyler Rampike (My Sister, My Love, 2008), trad. Giuseppe Costigliola, Collezione Scrittori italiani e stranieri, Mondadori, Milano, 2009, ISBN 978-88-04-58826-9.
- Uccellino del paradiso (Little Bird of Heaven, 2009), trad. Giuseppe Costigliola, Collezione Scrittori italiani e stranieri, Mondadori, Milano, 2011, ISBN 978-88-452-6484-9.
- Una brava ragazza (A Fair Maiden, 2010), trad. Sergio Claudio Perroni, Bompiani, Milano, 2010, ISBN 978-88-452-6484-9; Collana I delfini, Milano, La nave di Teseo, 2020, ISBN 978-88-346-0373-4.
- La donna del fango (Mudwoman, 2012), trad. Giuseppe Costigliola, Collezione Scrittori italiani e stranieri, Mondadori, Milano, 2013, ISBN 978-88-046-2441-7.
- Daddy Love, 2013.
- Il maledetto (The Accursed, 2013), trad. Delfina, Vezzoli, Collezione Scrittori italiani e stranieri, Mondadori, Milano, 2015, ISBN 978-88-046-4760-7.
- Scomparsa (Carthage, 2014), traduzione di Giuseppe Costigliola, Collezione Scrittori italiani e stranieri, Milano, Mondadori, 2016, ISBN 978-88-046-7002-5.
- The Sacrifice, 2015.
- Jack deve morire (Jack of Spades, 2015), traduzione di Luca Fusari, Collana La Cultura, Milano, Il Saggiatore, 2016, ISBN 978-88-428-2218-9.
- The Man Without a Shadow, 2016.
- A Book of American Martyrs, 2017.
- Pericoli di un viaggio nel tempo (Hazards of Time Travel, 2018), traduzione di Alberto Pezzotta, Collana Oceani n.111, Milano, La nave di Teseo, 2021, ISBN 978-88-346-0455-7.
- Ho fatto la spia (My Life As a Rat, 2019), traduzione di Carlo Prosperi, Collana Oceani n.88, Milano, La nave di Teseo, 2020, ISBN 978-88-346-0189-1.
- The Pursuit, 2019.
- La notte, il sonno, la morte e le stelle (Night. Sleep. Death. The Stars, 2020), traduzione di Carlo Prosperi, Collana Oceani, Milano, La nave di Teseo, 2021, ISBN 978-88-346-0780-0.
- Respira (Breathe, 2021), traduzione di Carlo Prosperi, Collana Oceani, Milano, La nave di Teseo, 2022, ISBN 978-88-346-1180-7.
- Babysitter (Babysitter, 2022), traduzione di Chiara Spaziani, Collana Oceani, Milano, La nave di Teseo, 2023, ISBN 978-88-346-1355-9.
- 48 Clues into the Disappearance of My Sister, 2023.
- Macellaio. (Il padre della moderna Gino-Psichiatria) (Butcher, 2024), traduzione di Chiara Spaziani, Collana Oceani n.266, Milano, La nave di Teseo, 2024, ISBN 978-88-346-1924-7.

#### Romanzi con lo pseudonimo diRosamond Smith
- Lives of the Twins (1987) (nel Regno Unito col titolo: Kindred Passions)
- Soul/Mate (1989)
- Nemesis (1990)
- Snake Eyes (1992)
- You Can't Catch Me (1995)
- Double Delight (1997)
- Starr Bright Will Be With You Soon (1999)
- Doppio nodo (The Barrens, 2001), traduzione di Laura Saraval, Collana Narrativa straniera, Milano, Bompiani, 2011, ISBN 978-88-452-6680-5.

#### Romanzi con lo pseudonimo diLauren Kelly
- Take Me, Take Me With You (2003)
- The Stolen Heart (2005)
- Blood Mask (2006)

### Racconti

#### Raccolte
- By the North Gate, 1963.
- Upon the Sweeping Flood And Other Stories, 1966.
- The Wheel of Love and Other Stories, 1970.
- Marriages and Infidelities (1972)
- The Goddess and Other Women (1974)
- The Hungry Ghosts: Seven Allusive Comedies (1974)
- Where Are You Going, Where Have You Been?: Stories of Young America (1974)
- The Poisoned Kiss and Other Stories from the Portuguese (1975)
- The Seduction and Other Stories (1975)
- Crossing the Border, 1976.
- Notturno (Night-Side, 1977), trad. Anna Rusconi, Roma, Edizioni e/o, 1996, ISBN 88-7641-281-6.
- All the Good People I've Left Behind (1979)
- Un'educazione sentimentale (A Sentimental Education: Stories 1980), trad. Claudia Valeria Letizia, Roma, Edizioni e/o, 1989, ISBN 88-7641-072-4.
- Last Days: Stories (1984)
- Figli randagi (Wild Saturday, 1984), trad. Claudia Valeria Letizia, Roma, Edizioni e/o, 1994, ISBN 88-7641-202-6.
- Raven's Wing (1986)
- The Assignation (1988)
- Oates in Exile (1990)
- Heat & Other Stories (1991)
- Where is Here? (1992)
- Storie americane (Where Are You Going, Where Have You Been?: Selected Early Stories 1993), trad. di Lucia Fochi e Isabella Zani, Milano, Marco Tropea, 2005, ISBN 978-88-438-0494-8; Collana La Cultura, Milano, Il Saggiatore, 2023, ISBN 978-88-428-3328-4.
- Haunted: Tales of the Grotesque (1994)
- Demon and Other Tales (1996)
- Will You Always Love Me? And Other Stories (1996)
- The Collector of Hearts: New Tales of the Grotesque (1998)
- Misfatti. Racconti di trasgressione (Faithless: Tales of Transgression 2001), trad. Alberto Pezzotta, Bompiani, Milano, 2007, ISBN 978-88-452-5872-5.
- Tu non mi conosci (I Am No One You Know: Stories, 2004), trad. Silvia Rota Sperti, Collana Oscar Scrittori moderni n.1924, Mondadori, Milano, 2006, ISBN 978-88-045-5384-7; il solo racconto Riccioli rossi (Curly Red) apparve nella Collana Short stories n.8, Roma, Gruppo L'Espresso-la Repubblica, 2008.
- La femmina della specie (The Female of the Species: Tales of Mystery and Suspense, 2006), trad. Lorenzo Matteoli, Bompiani, Milano, 2007, ISBN 978-88-452-5922-7.
- High Lonesome: New & Selected Stories, 1966-2006 (2006)
- The Museum of Dr. Moses: Tales of Mystery and Suspense (2007)
- Wild Nights! Stories About the Last Days of Poe, Dickinson, Twain, James and Hemingway, 2008.
- Dear Husband (2009)
- Sourland: Stories (2010)
- Dammi il tuo cuore (Give Me Your Heart: Tales of Mystery and Suspense, 2011), traduzione di Rino Serù, Collana Oceani, Milano, La nave di Teseo, 2023, ISBN 978-88-346-1567-6.
- The Corn Maiden and Other Nightmares (2011)
  - trad. parziale, Vittima sacrificale (The Corn Maiden: A Love Story), in Deviazioni, Sonzogno, Milano, 2006, ISBN 88-454-1318-7. [pubblicato con Archibald Lawless e l'investigatore amanuense di Walter Mosley ]
- Black Dahlia & White Rose (2012)
- L'occhio del male (Evil Eye: Four Novellas of Love Gone Wrong, 2013), traduzione di Salvatore Serù, Collana Narrativa straniera, Milano, Bompiani, 2016, ISBN 978-88-452-8285-0.
- High Crime Area: Tales of Darkness and Dread (2014)
- Lovely, Dark, Deep (2014)
- Il collezionista di bambole. Racconti neri (The Doll-Master and Other Tales of Terror, 2016), traduzione di Stefania Perosin, Collana La Cultura, Milano, Il Saggiatore, 2018, ISBN 978-88-428-2468-8.
- DIS MEM BER and Other Stories of Mistery and Suspense (2017)
- Beautiful Days (2018)
- Night-Gaunts and Other Tales of Suspense (2018)
- L'altra te (The (Other) You, 2021), traduzione di Alberto Pezzotta, Collana Oceani, Milano, La nave di Teseo, 2022, ISBN 978-88-346-0879-1.
- Notte al neon (Night, Neon: Tales of Mystery and Suspense, 2021), traduzione di Claudia Durastanti, Collana Cielo stellato, Carbonio Editore, 2022, ISBN 979-12-807-9404-8.
- Circostanze attenuanti (Extenuating Circumstances: Stories of Crime and Suspect, 2022), traduzione di Alberto Pezzotta, Veronica La Peccerella e Chiara Spaziani, Collana Narrativa n.37, Milano, La Tartaruga, 2024, ISBN 978-88-948-1492-7.
- Zero-Sum: Stories (2023)

#### Altri racconti
- Stalking, 1972.
- The Secret Mirror (1975)
- Fatal Woman (1977)
- Further Confessions (1977)
- The Murder (1977)
- Night-Side (1977)
- Bellefleur (excerpt) (1980)
- The Bingo Master (1980)
- The Doll (1980)
- The Virgin in the Rose-Bower (1984)
- Desire (1987)
- Haunted (1987)
- The Others (1987)
- The White Cat (1987)
- Blue-Bearded Lover (1988)
- Secret Observations on the Goat Girl (1988)
- White Trash (1988)
- Did You Ever Slip on Red Blood? (1989)
- Family (1989)
- Pregnant (1989)
- Ladies and Gentlemen (1990)
- Why Don't You Come Live With Me It's Time [from Tikkun] (1990)
- The Guilty Party (1991)
- Accursed Inhabitants of the House of Bly (1992)
- Don't You Trust Me? (1992)
- The Temple, 1996.
- Life After High School, 2008.
- Mistrial. Senza verdetto, traduzione di Carlo Mello, a cura di Mary Morris, con un'intervista alla Oates della curatrice, Collana Storie, Leconte, 2011, ISBN 978-88-883-6182-6.
- in  AA.VV., Donne e uomini e altre storie d'amore (The Best of McSweeney's), traduzione di Elena Orlandi, Collana Strade Blu. Fiction, Milano, Mondadori, 2011, ISBN 978-88-046-1161-5.
- Mystery, Inc. (Mystery, Inc., 2014), traduzione di Sara Bilotti, Collana Crimini di carta, Roma, Time Crime, 2022, ISBN 978-88-668-8475-0.

### Novelle
- The Triumph of the Spider Monkey (1976)
- I Lock My Door Upon Myself (1990)
- The Rise of Life on Earth (1991)
- Black Water (1992)
- First Love: A Gothic Tale, Illustrate da Barry Moser, 1996.
- Bestie (Beasts, 2002), trad. Katia Bagnoli, Collana Scrittori italiani e stranieri, Mondadori, Milano, 2002, ISBN 978-88-045-0947-9.
- Stupro. Una storia d'amore (Rape: A Love Story, 2003), trad. Rino Seru, Collana Narrativa straniera, Bompiani, Milano, 2004, ISBN 978-88-452-3248-0.
- The Corn Maiden: A Love Story (2005)
- A Fair Maiden (2010)
- Patricide (2012)
- The Rescuer (2012)
- Cardiff, by the Sea: Four Novellas of Suspense (2020)
- L'incidente in bicicletta (The Bicycle Accident, 2023), Milano, Il Saggiatore, 2024, ISBN 978-88-428-3397-0.

### Narrativa per giovani adulti
- Bruttona & lingua lunga (Big Mouth & Ugly Girl, 2002), traduzione di Angela Ragusa, Milano, Mondadori, 2002, ISBN 978-88-04-50704-8. - ed. scolastica a cura di Enrico Saravalle, Collana La Lettura, Mondadori Scuola, 2005, ISBN 88-247-2457-4.
- Small Avalanches and Other Stories, 2003.
- Occhi di tempesta. Vuoi davvero conoscere la verità? (Freaky Green Eyes, 2003), traduzione di Angela Ragusa, Milano, Mondadori, 2005.
- Sexy. Un corpo perfetto può essere pericoloso (Sexy, 2005), traduzione di Angela Ragusa, Milano, Mondadori, 2006, ISBN 978-88-045-5967-2.
- After the Wreck, I Picked Myself Up, Spread My Wings, and Flew Away, 2006.
- Due o tre cose che avrei dovuto dirti... (Two or Three Things I Forgot To Tell You, 2012), traduzione di Simona Mambrini, Collana Contemporanea, Milano, Mondadori, 2016, ISBN 978-88-046-5887-0.

### Narrativa per bambini
- Come Meet Muffin!, 1998.
- Great Ghost Stories, Compiled by Peter Glassman, Illustrated by Barry Moser, 1998.
- Il gattino che si credeva una volpe (Where is Little Reynard?, 2003), illustrazioni di Mark Graham, Milano, Mondadori, 2005, ISBN 978-88-04-54348-0.
- Naughty Chérie!, 2008.
- La nuova gattina (The New Kitten, 2019), traduzione di Tiziana Lo Porto, Illustrazioni di Dave Mottram, Milano, Harper Collins Italia, 2019, ISBN 978-88-690-5518-8.

### Teatro
- Miracle Play, 1974.
- Three Plays, 1980.
- Tone Clusters, 1990.
- Nel buio dell'America: due atti unici (In Darkest America, 1991), traduzione di L. Balacco, a cura di Paolo Bertinetti, Palermo, Sellerio, 1999, ISBN 88-389-1530-X.
- I Stand Before You Naked, 1991.
- Twelve Plays (including Black), 1991.
- The Perfectionist and Other Plays, 1995.
- New Plays, 1998.
- Dr. Magic: Six One Act Plays, 2004.

### Saggi e memorie
- Ai limiti dell'impossibile. Forme tragiche in letteratura (The Edge of Impossibility: Tragic Forms in Literature, 1972), traduzione di Giulia Betti, Collana La Cultura, Milano, Il Saggiatore, 2019, ISBN 978-88-428-2415-2.
- The Hostile Sun: The Poetry of D.H. Lawrence, 1973.
- Nuovo cielo, nuova terra. L'esperienza visionaria in letteratura (New Heaven, New Earth: The Visionary Experience in Literature, 1974), traduzione di Viola Di Grado, Collana La Cultura, Milano, Il Saggiatore, 2021, ISBN 978-88-428-2601-9.
- The Picture of Dorian Gray: Wilde's Parable of the Fall, 1980.
- Contraries: Essays, 1981.
- The Profane Art: Essays & Reviews, 1983.
- On Boxing, con le immagini del fotografo John Ranard, 1987
  -  Sulla Boxe, traduzione di Annarosa Miele, Roma, E/O, 1988, ISBN 88-7641-055-4.
  - col titolo Mike Tyson (trad. parziale), trad. Giuseppe Strazzeri, Mondadori, Milano, 2003, ISBN 88-04-51641-0.
  - Sulla boxe, trad. di Leonardo Marcello Pignataro, Collana Attese n.55, 66thand2n, 2015-2023, ISBN 978-88-989-7010-0.
- (Woman) Writer: Occasions and Opportunities, 1988.
- I, the Juror, 1995. [saggio]
- George Bellows: American Artist, 1995.
- They Just Went Away, 1995.
- Where I've Been, And Where I'm Going: Essays, Reviews, and Prose, 1999.
- "A Fragmented Diary in a Fragmented Time", (2003) pubblicato in Narrative Magazine
- The Faith of A Writer: Life, Craft, Art, 2003.
- Uncensored: Views & (Re)views, 2005. [saggi dal 2000 al 2004]
- The Journal of Joyce Carol Oates: 1973-1982, 2007.
- In the Absence of Mentors/Monsters, 2009.
- In Rough Country, 2010.
- Storia di una vedova: memoir (A Widow's Story: A Memoir, 2011), traduzione di Giuseppe Bernardi, Collana Narrativa straniera, Milano, Bompiani, 2013, ISBN 978-88-452-6987-5.
- Joyce Carol Oates creates Evangeline Fife, who interviews Robert Frost: Lovely, Dark, Deep (2013) published in "Dead Interviews"
- (10-17 Giugno, 2013). "After Black Rock". True Crimes. The New Yorker. 89 (17): 96-97.
- I paesaggi perduti. Romanzo di formazione di una scrittrice (The Lost Landscape: A Writer's Coming of Age, 2015), traduzione di Katia Bagnoli, Collana Scrittori italiani e stranieri, Milano, Mondadori, 2017, ISBN 978-88-046-7611-9.
- "Nighthawk: Recollections of a Lost Time" (2015), pubblicato in Narrative Magazine
- "The Lost Sister: An Elegy" (2015), pubblicato in Narrative Magazine
- "Soul at the White Heat: Inspiration, Obsession, and the Writing Life" (2016)

### Raccolte di poesie
- Women In Love and Other Poems, 1968.
- Anonymous Sins & Other Poems, 1969.
- Love and Its Derangements, 1970.
- Angel Fire, 1973.
- Dreaming America, 1973.
- The Fabulous Beasts, 1975.
- Season of Peril, 1977.
- Women Whose Lives Are Food, Men Whose Lives Are Money, 1978.
- Invisible Woman: New And Selected Poems, 1970-1982, 1982.
- The Time Traveler, 1989.
- Tenderness, 1996.
- American Melancholy: Poems, 2021.
- The Coming Storm, (annunciato).

### Curatele
- AA.VV., Figlie e madri (Snapshots: 20th Century Mother-Daughter Fiction, 2000), in collaborazione con Janet Berliner, Milano, Marco Tropea Editore, 2003, ISBN 978-88-438-0395-8; Net, Milano, 2007, ISBN 978-88-515-2376-3; Il Saggiatore Tascabili, 2009. [antologia di racconti]